# Urbano de Gouveia
Urbano Coelho de Gouveia, mais conhecido como Urbano de Gouveia (Cantagalo, 8 de julho de 1852 — 17 de fevereiro de 1925) foi um engenheiro, militar e político brasileiro filiado ao Partido Democrata. Foi presidente do Estado de Goiás de 1898 a 1901 e de 1909 a 1912, além de senador de 1903 a 1909 e deputado federal, na Constituinte de 1891.

## Primeiros anos
Nascido em Cantagalo, na Província do Rio de Janeiro, no dia 8 de julho de 1852, Urbano Coelho de Gouveia era de uma família ligada à política brasileira e goiana. Seu cunhado Leopoldo de Bulhões, irmão de sua mulher Leonor de Bulhões Jardim, foi deputado federal da Constituinte de 1891, várias vezes senador por Goiás entre 1894 e 1918, e ministro da Fazenda de 1902 a 1906 e de 1909 a 1910. Seu concunhado Francisco Leopoldo Rodrigues Jardim, casado com sua cunhada Maria Nazaré de Bulhões Jardim, foi seu antecessor na presidência estadual de Goiás, de 1895 a 1898, deputado federal em 1899 e senador de 1899 a 1905 e de 1909 a 1910.
Ingressou aos 20 anos no Exército Imperial Brasileiro, tendo se formado em engenharia militar na Escola Militar do Rio de Janeiro. Em 1877, aos 25 anos de idade foi promovido à segundo-tenente. Dois anos depois, em 1879 foi o ajudante de ordens do presidente da Província de Goiás, Aristides Spínola.

## Carreira política

### Deputado federal por Goiás
Aderiu ao movimento científico e republicano, se unindo ao Centro Republicano de Goiás, agremiação política fundada em 1889 por seu cunhado Leopoldo de Bulhões e pelo jurista Joaquim Xavier Guimarães Natal. Com a Proclamação da República do Brasil e a Constituinte de 1891, Urbano se elege deputado federal pelo seu estado natal. Foi reeleito para um mandato até o final de 1899, no entanto, devido ao apoio dos Bulhões, foi eleito presidente do Estado em 20 de maio de 1898, renunciando ao mandato na Câmara dos Deputados do Brasil.

### Presidente do Estado de Goiás
Tomou posse em 1.º de novembro, sucedendo a Bernardo Antônio de Faria Albernaz, vice-presidente de seu concunhado, Eugênio Rodrigues Jardim. Deu sustentação ao situacionismo da política da época e apoiou nas eleições 1901, a eleição de seu secretário de Justiça e do Interior, além de deputado federal, José Xavier de Almeida, que acabou vencendo o pleito. Em 10 de junho de 1901, renuncia ao seu mandato, deixando seu vice, Bernardo Albernaz, no exercício da presidência, se dirigindo ao Rio de Janeiro.

### Quarto mandato como deputado federal e senador federal
Foi eleito de modo suplementar, deputado federal por Goiás, para ocupar a vaga de Xavier de Almeida, em 20 de outubro daquele ano. Exerceu o mandato até 1903, quando se elegeu em 18 de fevereiro, senador federal por Goiás. Seu mandato teria duração de 9 anos, porém renuncia para assumir o governo estadual, após a Revolução de 1909, da qual tomou parte ativamente.

### Revolução de 1909 e retorno à presidência de Goiás
Com as políticas de José Xavier se chocando com os interesses da família Bulhões, além da derrota eleitoral da ala bulhonista nas eleições estaduais em Goiás em 1905, e as políticas de arrocho fiscal de Almeida e seu sucessor, Miguel da Rocha Lima; o grupo situacionista liderado por Antônio Ramos Caiado, iniciou uma revolta, denominada de Revolução de 1909. Por sua vez, o então senador e general-de-brigada Urbano Gouveia decide tomar parte favorável aos interesses de seu cunhado, José Leopoldo Bulhões Jardim e seu concunhado, Eugênio Rodrigues Jardim, que liderou um cerco militar à cidade de Goiás.  Criou-se o Partido Democrata
A Política das Salvações em 1912, levou às desavenças entre o grupo bulhonista e o presidente Hermes da Fonseca, incluindo Urbano que presidia o estado. Gouveia se sentiu desprestigiado e renunciou em março de 1912, encerrando precocemente seu mandato estipulado para 1913.

## Morte
Isolado da política e tendo saído do PD, reformou-se como marechal do Exército Brasileiro, em 1 de abril de 1913. Faleceu em 17 de fevereiro de 1925.